# Marko Fotez
Marko Fotez (Zagreb, 31. siječnja 1915. – Beograd, 3. prosinca 1976.), hrvatski redatelj i književnik
Završio je slavistiku na Filozofskom fakultetu u Zagrebu. Jedan je od osnivača "Dubrovačkih ljetnih igara". Prvi je za scenu priredio Marulićevu "Juditu", a proslavio se i vrhunskom scenskom obradom zaboravljne komedije "Dundo Maroje" Marina Držića. Zaslužan je i kao urednik knjige hrvatskih komedija 17. i 18. stoljeća. Tako je od zaborava spasio više djela hrvatske književne baštine. Pisao je komedije, operna libreta, pjesme i putopise.